# Кутва, Жан-Пьер
Жан-Пьер Кутва (фр. Jean-Pierre Kutwa; род. 22 декабря 1945, Блокхаус, Берег Слоновой Кости) — кот-д’ивуарский кардинал. Архиепископ Ганьоа с 15 мая 2001 по 2 мая 2006. Архиепископ Абиджана со 2 мая 2006 по 20 мая 2024. Кардинал-священник с титулом церкви Санта-Эмеренциана-а-Тор-Фьоренца с 22 февраля 2014.